# Wolfson College (Cambridge)
El Wolfson College es uno de los colleges que constituyen la Universidad de Cambridge en el Reino Unido. 
El college fue fundado en 1965 por Sir Isaac Wolfson.